# Torkil Veyhe
Torkil Veyhe (født 9. januar 1990) er en færøsk forhenværende cykelrytter. I 2018 cyklede han for Team Waoo. Han har kørt for Danmarks cykellandshold til PostNord Danmark Rundt og til EM og har også flere gange kørt for Færøernes cykellandshold til ø-legene, Island Games, hvor han har vundet guld, sølv og bronze. Han blev nummer seks sammenlagt ved PostNord Danmark Rundt 2017. Han er uddannet civilingeniør.

## Karriere
Før Torkil Veyhe blev professionel i 2017 cyklede han først for Tórshavnar Súkklufelag på Færøerne, derefter for de danske hold Odder Cykel Klub og Team WeBike-CK Aarhus. Han har vundet konkurrencer som Marcello Bergamo Cuppen 2016, Island Games i 2015, er blevet færøsk mester adskillige gange, blandt andet vandt han det færøske mesterskab i landevejscykling, enkeltstart og bycykling i 2015, og det færøske etapeløb Kring Føroyar (Færøerne rundt) har han vundet i 2009, 2010, 2012, 2014 og 2015 og er færøsk mester i enkeltstart bl.a. fra 2012 og færøsk mester i landevejscykling i 2009. Torkil Veyhe flyttede til Danmark for at cykle på højere niveau og for at læse til bygningsingeniør i Århus. Han blev uddannet civilingeniør i juni 2016. I Danmark cyklede han først i klasse B i et par år. I april 2013 vandt han et cykelløb i Hjørring for licensryttere, han vandt B klassen for herrer som cyklede 124 km. Efter fem cykelløb i 2013 rykkede han op fra B klassen til A klassen. I juni 2015 vandt han bronze i Nishiki Løbet 2015 i Randers Hans mål for 2016 var at vinde en A-sejr og få UCI points. Begge disse mål lykkedes i maj 2016, da han vandt sine første 3 UCI point i Himmerland Rundt og ved at vinde Marcello Bergamo Cuppen 2016. (også kendt som Pinsecuppen).
I slutningen af juni 2016 blev han udtaget til det danske landshold, der skulle køre til PostNord Danmark Rundt. Ved tredje etape blev Veyhe udnævnt til dagens fighter, efter at han punkterede og havde et teknisk uheld og alligevel klarede at kæmpe sig op til udbruddet igen.
Efter at have boet i Århus i flere år flyttede Veyhe i efteråret 2016 til Odense sammen med kæresten. I 2017 skiftede han til Team ColoQuick-CULT, som udover at deltage i cykelløb i Danmark også deltager i konkurrencer udenlands.
I juli 2017 blev han udtaget til det danske cykellandshold, der konkurrerede ved EM i landevejscykling.
I september 2017 blev han nummer 6 sammenlagt ved PostNord Danmark Rundt 2017. Ved 4. etape blev han nummer ni.

## Resultater

### Resultater i 2017

#### UCI kategori 2.HC
Nr. 6 samlet i PostNord Danmark Rundt 2017
- Nr. 30 i 1. etape
- Nr. 21 i 3. etape
- Nr. 9 i 4. etape
- Nr. 23 i 5. etape

#### UCI kategori 2.2
Nr. 56 samlet i Tour de Normandie
- Nr. 8 samlet i Ronde van Midden Nederland
- Nr. 2 i holdtidskørsel ved Ronde van Midden Nederland

#### UCI kategori 2.1
- Tour des Fjords 2017
  - Nr. 4 i 1. etape af Tour des Fjords[21]
  - Nr. 2 i 4. etape af Tour des Fjords
  - 4. plads i  bjergklassifikationen
  - 5. plads i  pointklassifikationen
  - Vandt laksetrøjen i Mest aktive rytter klassifikationen efter 1. og 4. etape.[22]

#### UCI kategori 1.2
- Nr. 3 i Skive-Løbet[23]
- Nr. 3 i GP Horsens[24]
- Nr. 5 i Fyen Rundt[25]
- Nr. 15 i Himmerland Rundt

#### DCU-A løb i Danmark
- Vinder af Rødekro den 9. april 2017.[26]
- Nr. 6 i GP Herning den 22. april 2017.
- Nr. 7 i Edlund Løbet den 2. april 2017.

#### Danske og europæiske mesterskaber
- Nr. 10 ved DM i enkeltstart
- Nr. 11 ved DM i linjeløb
- Nr. 118 ved EM i linjeløb

#### Andre cykelløb i 2017
Island Games
- Guld i enkeltstart, 37 km.[27]
- Sølv i by-criterium.[28]
- Bronze i holdkonkurrencen i linjeløbet.
- Bronze i holdkonkurrencen i enkeltstart.[29]
- Nr. 5 i linjeløbet.

Kring Føroyar
- Samlet vinder af Kring Føroyar[30]
  - Vinder af 1., 2. og 3. etape.

Færøsmesterskabet i landevejscykling 2017
- Guld i linjeløbet. Der blev kørt Runt Agnið i Runavík og Toftir.[31][32]
- Guld i criterium. Der blev kørt i Tórsavns gader midt i byen.[33]
- Guld i enkeltstart med tiden 27 minutter og 25 sekund. Der blev kørt 10 km fra Kollafjørður op ad bjerget til Sornfelli. Torkil kørte mere end tre minutter hurtigere end nummer to, som var Helgi Winther Olsen.[34]

### 2016
Torkil Veyhe deltog i flere cykelløb i Danmark i 2016 med holdet Team WeBike-CK Aarhus. I starten af maj 2016 opnåede han at få sine første UCI point. Det var første gang at det skete for en færøsk cykelrytter og første gang i Team WeBike-CK Aarhus historie, at en af holdets cykelryttere fik UCI points. Han fik dem, da han blev nummer 7 blandt 198 deltagere i Himmerland rundt.
I maj 2016 deltog han i Marcello Bergamo Cuppen (Pinsecuppen) i Jylland. Han blev nummer to på første etape den 14. maj 2016 i Silkeborg, kun overgået af Lasse Norman Hansen (VM-vinder i banecykelløb). Dagen efter, pinsedag, vandt han løbets anden etape. 2. pinsedag endte løbet i Herning, og det endte med, at Torkil Veyhe blev samlet vinder af cykelløbet og fik den gule trøje. En af cykelrytterne, som han vandt imod var WorldTour-cykelløberen Matti Breschel. Veyhe skrev derved færøsk cykelhistorie, eftersom det aldrig før var lykkedes for en færing at vinde i Danmarks topdivision.
I slutningen af juli 2016 deltog Veyhe i PostNord Danmark Rundt med det danske landshold. Ved tredje etape, som foregik på Færøernes nationaldag den 29. juli, lykkedes det ham at komme med i et udbrud med fem cykelryttere, men havde en punktering efter få kilometer, og derefter et teknisk uheld. Selv om han kom bagud i forhold til udbruddet med halvandet minut, lykkedes det ham i løbet af ca. en halv time at indhente de andre fire i udbruddet. Veyhe endte med at blive dagens fighter. Han fik stor opmærksomhed i udsendelsen, som blev sendt i DR.

#### Resultater i 2016
PostNord Danmark Rundt
- Nummer 98 af det samlede klassement. Blev dagens fighter ved tredje etape.

Danske mesterskaber
- Nummer 9 i enkeltstart, den 23. juni 2016, afstand: 43 km[41][42]
- Nummer 51 i linjeløbet, den 26. juni, strækning på 201 km. Veyhe etablerede et udbrud efter 40 km sammen med tre andre: Chris Anker Sørensen, Michael Reihs, Mark Sehested Pedersen, de var i udbrud i lang tid for derefter at blive indhentet af andre.[43]

UCI kategori 1.2 cykelløb
- Nr. 8 i Himmerland Rundt, 29. april 2016, strækning på 188,3 km, kategori 1.2
- Nr. 9 i GP Horsens Posten, 12. juni 2016, UCI-kategori 1.2[44]
  - Nr. 1 i bjergkonkurrencen i GP Horsens, 12. juni 2016.[45]
- Nr. 31 í Fyen Rundt. 11. juni 2016, strækning på 215 km, kategori 1.2
- Nr. 77 i Rent Liv Løbet Skive, 1. maj 2016, strækning på 177,7 km, kategori 1.2

A-licens cykelløb i Danmark
- Vinder af JE.DK Løbet Herning (en af etaperne i Marcello Bergamo Cuppen)[46]
- Vinder af Marcello Bergamo Cuppen, også kendt som Pinsecuppen, den 15. maj 2016.[47]
- Nr. 2 i Sønderborg-Post Cup
- Nr. 2 i Silkeborg
- Nr. 2 i Post Cup på Bornholm den 5. juni 2016.[48]
- Nr. 2 i MJ Rengøringsløbet i Esbjerg den 4. september 2016.[49]
- Nr. 4 i Hjørring-Sparekassen Vendsyssel
- Nr. 5 i Grenaa CC, den 8. maj 2016[50]
- Nr. 8 i Kolding BC, den 19. juni 2016[51]
- Nr. 16 i HAC-løbet[52]
- Nr. 23 i Aalborg Cykle-Ring
- Nr. 51 i GP Herning, strækning på 186.0 km

### Island Games 2017
- Guld i enkeltstart, 37 km.[27]
- Sølv i by-criterium.[28]
- Bronze i holdkonkurrencen i linjeløbet.
- Bronze i holdkonkurrencen i enkeltstart.[29]
- Nr. 5 i linjeløbet.

### Island Games 2015
Torkil vandt Færøernes første guldmedalje ved Island Games 2015, da han vandt guld i enkeltstart den 28. juni 2015. Han vandt også bronze i landevejscykling ved Island Games 2015.
- Guld i enkeltstart, 35 km med tiden 47 min og 30 sek[55][56]
- Bronze i landevejscykling, 112 km med tiden 2:51.20,076 [57][58]
- Bronze i holdløbet.[59]

### Island Games 2013
Torkil Veyhe deltog i Island Games 2013 i Bermuda, hvor han vandt to sølvmedaljer.
- Sølv i enkeltstart[60]
- Sølv i landevejscykling

### Island Games 2009
- Sølv i landevejsløb, mændenes holdkonkurrence, sammen med Eli Christiansen, Gunnar Dahl-Olsen, Bogi Kristiansen, Sigmund Olsson.[61]

### Vinder af Kring Føroyar
Torkil Veyhe har vundet Færøernes største cykelløb Kring Føroyar (Færøerne Rundt) seks gange: 2009, 2010, 2012, 2014, 2015 og 2017. Kring Føroyar kaldes af sponsorårsager for Volvo Kring Føroyar siden 2014, før det blev det kaldt henholdsvis Effo Kring Føroyar og Statoil Kring Føroyar. I 2010 brugte han sammenlagt 9:45:11 timer til 341 km, ruten startede i Klaksvík, forstatte på øerne Eysturoy, Suðuroy, Vágar og Streymoy, hvor touren sluttede i Tórshavn. Holdet som han var en del af i 2010, Team PE, vandt løbet Statoil Kring Føroyar 2010. Udover Torkil Veyhe bestod holdet af Guðmundur Joensen og Gunnar Dahl-Olsen.

### Island Games 2007
Torkil Veyhe deltog i flere cykelløb under Island Games 2007 på Rhodos i 2007. Hans bedste resultat var sølv i Men's Team Road Race. Han blev nummer 8 i Men's Individual Time Trial.

## Uddannelse
Torkil Veyhe afsluttede HHX i Tórshavn i 2010, hvorefter han flyttede til Danmark for at studere til ingeniør. Han brugte det første år på supplering og startede på selve uddannelsen året efter. Han tog afsluttende eksamen i Bachelor of Engineering (B.E.), Structural Engineering fra Ingeniørhøjskolen Aarhus Universitet i 2014. Samme år læste han videre, og afsluttede uddannelsen som civilingeniør i juni 2016. Han forsvarede sin kandidatopgave, dagen efter at han deltog i DM i enkeltstart, og to dage før han gjorde sig bemærket til DM i linjeløb ved at komme med i udbrud og tilbragte en stor del af dagen i front.